# Faldsled
Faldsled är en tätort i Fåborg-Midtfyns kommun i Region Syddanmark i Danmark. Tätorten har 496 invånare (2024). Den ligger på Fyn, cirka 23 kilometer sydväst om Ringe.